# Шереметьева, Екатерина Александровна
Екатерина Александровна Шереметьева (род. 26 августа 1991 года в Москве) — российская фигуристка выступавшая в парном фигурном катании. Бронзовый призёр Кубка России (2010).
С Михаилом Кузнецовым, она серебряный медалист финала юниорского Гран-при 2007—2008 года и чемпионата России среди юниоров 2009 года. В сезоне 2009—2010 выступала в паре с Егором Чудиным.

## Карьера
Екатерина Шереметьева и Михаил Кузнецов объединились в пару в 2003 году. Выступать на международном уровне они начали в сезоне 2005—2006, участвовали в юниорской серии Гран-при и стали седьмыми на чемпионате России среди юниоров 2006 года.
Большую часть сезона 2006—2007 пара пропустила из-за травмы Екатерины — она сломала ногу. Всё же они приняли участие во «взрослом» чемпионате России, где стали восьмыми.
В сезоне 2007—2008 они снова участвовали в юниорской серии Гран-при и отобрались в финал, где были третьими, но в связи с дисквалификацией пары Вера Базарова/Юрий Ларионов, победившей в этом турнире, позже были объявлены серебряными медалистами. На чемпионате мира среди юниоров 2008 года были четвёртыми.
В сезоне 2008—2009 завоевали серебряную медаль на этапе юниорского Гран-при в Мексике, но вынуждены были пропустить этап в Великобритании, а также этап «взрослой» серии Гран-при в Японии из-за травмы Екатерины — в сентябре, на турнире «Nebelhorn Trophy» она повредила себе седалищный нерв. К чемпионату России среди юниоров 2009 года Екатерина восстановилась и пара заняла второе место. На чемпионате мира среди юниоров 2009 года смогли занять лишь пятое место. По окончании сезона пара с М.Кузнецовым распалась.
В сезоне 2009—2010 Екатерина выступала с Егором Чудиным, они завоевали серебряные медали на турнире «Мемориал Ондрея Непелы», а на чемпионате России 2010 стали лишь 8-ми, на Кубке России — третьими. По окончании сезона, Екатерина приняла решение закончить любительскую спортивную карьеру и поступила на работу в ледовый балет Игоря Бобрина.

## Спортивные достижения
(с Е.Чудиным)
| Соревнования           | 2009—2010 |
| ---------------------- | --------- |
| Чемпионаты России      | 8         |
| Мемориал Ондрея Непелы | 2         |
| NRW Trophy             | 4         |

(с М.Кузнецовым)
| Соревнования                              | 2005—2006 | 2006—2007 | 2007—2008 | 2008—2009 |
| ----------------------------------------- | --------- | --------- | --------- | --------- |
| Чемпионаты мира среди юниоров             |           |           | 4         | 5         |
| Чемпионаты России                         |           | 8         |           |           |
| Чемпионаты России среди юниоров           | 7         |           | 4         | 2         |
| Nebelhorn Trophy                          |           |           |           | 5         |
| Финалы юниорского Гран-при                |           |           | 2         |           |
| Этапы юниорского Гран-при, Мексика        |           |           |           | 2         |
| Этапы юниорского Гран-при, Великобритания |           |           | 4         |           |
| Этапы юниорского Гран-при, Эстония        |           |           | 1         |           |
| Этапы юниорского Гран-при, Хорватия       | 4         |           |           |           |
| Этапы юниорского Гран-при, Канада         | 2         |           |           |           |

## Разное
Брат Екатерины занимается дзюдо и участвовал в чемпионате Европы по дзюдо 2006 года.